# Hyptiotes paradoxus
Espèce
Synonymes
- Mithras paradoxus C. L. Koch, 1834
- Scytodes mithras Walckenaer, 1837
- Uptiotes anceps Walckenaer, 1837
- Mithras undulatus C. L. Koch, 1845
- Hyptiotes alpinus C. Koch, 1874

Hyptiotes paradoxus est une espèce d'araignées aranéomorphes de la famille des Uloboridae.

## Distribution
Cette espèce se rencontre en Europe jusqu'au Caucase, en Turquie et en Chine.
Elle s'observe pratiquement dans toute l'Europe : du Portugal à la Norvège au nord, à la Russie à l'est.

## Description
Les mâles mesurent de 3,5 à 4 mm et les femelles de 5 à 6 mm.

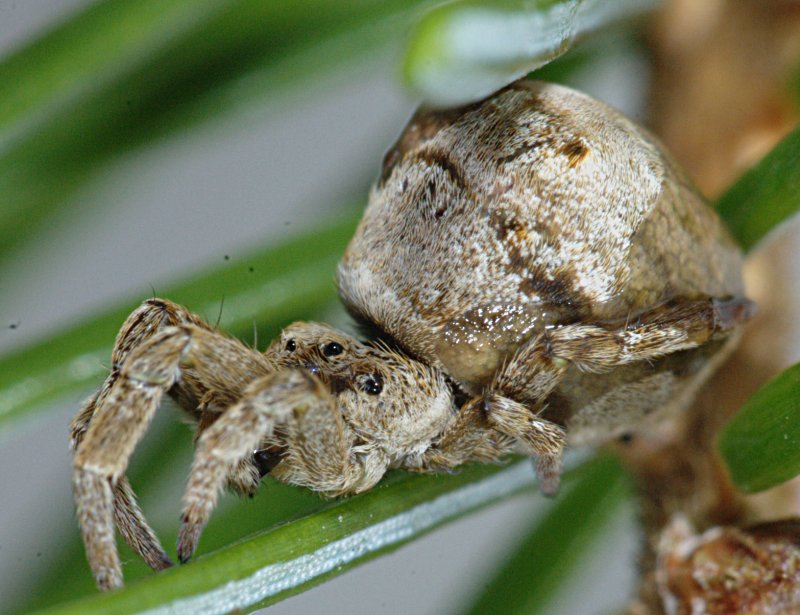
Hyptiotes paradoxus

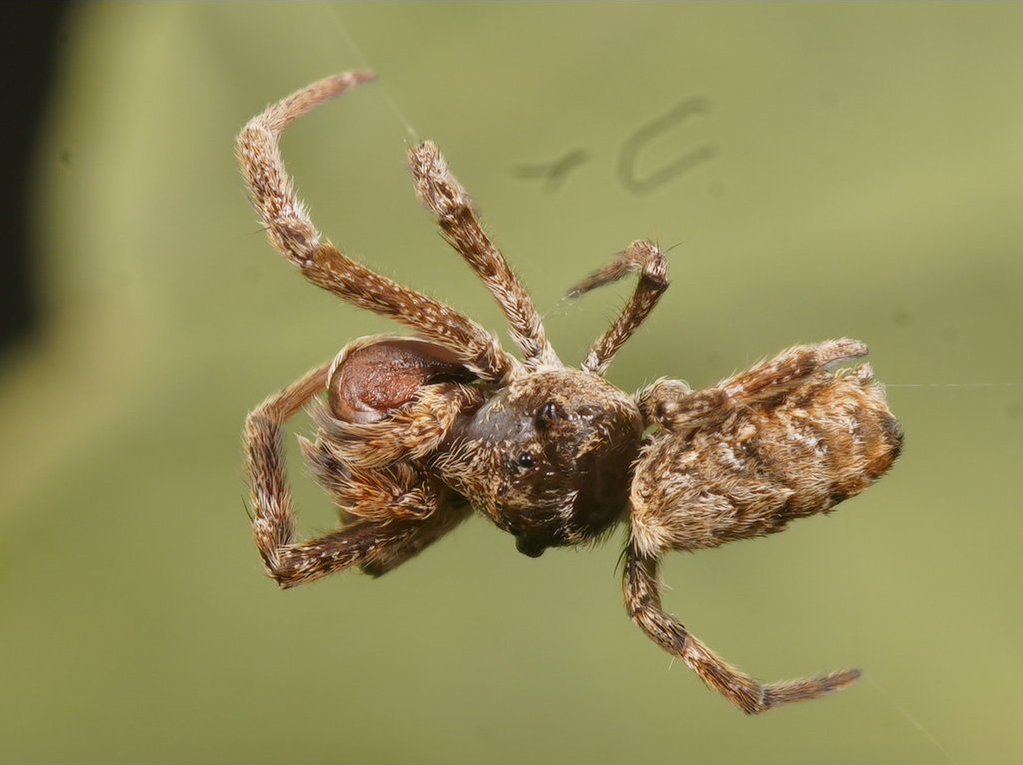
Hyptiotes paradoxus

Très mimétique, cette araignée ressemble à un bourgeon de cônifère. Elle se fixe à un support (souvent des branches basses) par ses pattes postérieures et maintient sa toile triangulaire par ses pattes antérieures. Comme les autres espèces de la famille des Uloboridae, elle est dépourvue de venin.

## Systématique et taxinomie
Cette espèce a été décrite sous le protonyme Mithras paradoxus par C. L. Koch en 1834. Elle est placée dans le genre Hyptiotes par Thorell en 1869.

## Publication originale
- C. L. Koch, 1834 : Arachniden. Deutschlands Insekten, p. 122-127.